# Olaf Hytten
Olaf Hytten, škotski filmski igralec, * 3. marec 1888, Glasgow, Škotska, † 11. marec 1955, Los Angeles, Kalifornija, ZDA.
Hytten se je med letoma 1921 in 1955 pojavil v več kot 280 filmih. Rodil se je v Glasgowu in umrl v Los Angelesu za srčnim napadom. Pokopali so ga na pokopališču Woodlawn Cemetery v Santa Monici.

## Izbrana filmografija
- The Last of the Mohicans (1936)
- Casanova (1937)
- The Good Earth (1937)
- California Straight Ahead! (1937)
- I Cover the War (1937)
- A Christmas Carol (1938)
- The Little Princess (1939)
- Allegheny Uprising (1939)
- Drums of Fu Manchu (1940)
- Dr. Jekyll and Mr. Hyde (1941)
- All the World's a Stooge (1941)
- Sherlock Holmes and the Voice of Terror (1942)
- Sherlock Holmes Faces Death (1943)